# Жеремі Сорбон
Жеремі Сорбон (фр. Jérémy Sorbon, нар. 5 серпня 1983, Кан) — французький футболіст, захисник клубу «Генгам».
Виступав, зокрема, за клуб «Кан».

## Ігрова кар'єра
У дорослому футболі дебютував 2004 року виступами за команду клубу «Кан», в якій провів дев'ять сезонів, взявши участь у 268 матчах чемпіонату. Більшість часу, проведеного у складі «Кана», був основним гравцем захисту команди.
До складу клубу «Генгам» приєднався 2013 рокуа вже наступного року виграв у її складі розіграш Кубка Франції. Загалом встиг відіграти за команду з Генгама 55 матчів у національному чемпіонаті.

## Досягнення
- Володар Кубка Франції: 2013/14